# Style expédition
Le style expédition, ou style himalayen, est le style d'alpinisme qui s'est le plus souvent imposé dans les expéditions alpinistes « de grande longueur », impliquant l'utilisation de porteurs (ou sherpas), de camps préinstallés pré-pourvus de diverses ressources, et de cordes fixes. Il est souvent opposé au style alpin qui est un style où les alpinistes transportent la totalité de leurs vivres, leur bivouac. C'est la méthode historique et la plus utilisée pour les ascensions dans l'Himalaya.

## Description
Dans l'Himalaya et d'autres grands massifs où les ascensions sont bien plus longues que dans les Alpes, les quantités à emporter par les alpinistes nécessitent des porteurs, lesquels ont aussi besoin de vivres et d'équipements ; quand la course s'allonge encore il faut des porteurs pour les porteurs, et ainsi de suite ; chaque addition à la longueur multiplie donc le nombre de personnes à mettre en jeu au départ.
Dans le style expédition, l'alpiniste arrive à un camp de base, où des porteurs l'attendent s'il n'est pas accompagné lors du trek d'approche. Pendant qu'il s'acclimate à l'altitude, des sherpas acheminent au camp II, ou à d'autres supérieurs, l'équipement : par exemple les tentes, l'intendance, ou ce qui sera nécessaire en termes de cordes fixes voire d'échelles pour permettre des traversées de crevasses plus en amont. Ils montent parfois des bouteilles d'oxygène aux camps ou à des points-clefs de la future ascension, préalablement repérés et décidés en concertation. Ensuite, l'alpiniste va faire un ou des allers-retours entre un camp supérieur et son camp inférieur pour s'acclimater à l'altitude, sans avoir de contraintes en termes de matériel lourd ou de logistique.

## Critiques
Le style expédition est souvent accusé d'être utilisé par des agences de voyages qui fournissent des expéditions plus ou moins confortables où l'objectif serait de faire des bénéfices plus que de gérer la sécurité des alpinistes.

## Historique
Les premières expéditions comme celle d'Edmund Hillary et Tensing Norgay, en 1953, utilisaient ce style. Beaucoup d'alpinistes, comme Erhard Loretan et Jean Troillet en 1980, essayent de le faire en style alpin. Le style himalayen se répand dans les années 1990.